# Thalassomonhystera refringens
Thalassomonhystera refringens is een rondwormensoort uit de familie van de Monhysteridae. De wetenschappelijke naam van de soort is voor het eerst geldig gepubliceerd in 1935 door Bresslau & Schuurmans Stekhoven.